# Andaeschna rufipes
Andaeschna rufipes е вид водно конче от семейство Aeshnidae. Видът е незастрашен от изчезване.

## Разпространение
Разпространен е в Аржентина (Сан Салвадор де Хухуй), Венецуела, Колумбия и Перу.